# Secrets
Secrets är det andra studioalbumet av den amerikanska sångaren Toni Braxton, släppt av skivbolagen LaFace och Arista den 18 juni 1996 i Nordamerika. Braxton etablerades som en utpräglad balladsångare på sitt självbetitlade debutalbum under vägledning av mentorn Kenneth "Babyface" Edmonds. Albumet blev en kommersiell succé och inför uppföljaren Secrets fortsatte duon sitt samarbete där Babyface i slutänden stod för majoriteten av innehållet. Ytterligare produktion kom från R. Kelly, David Foster, Tony Rich, Soulshock & Karlin och Keith Crouch.
Secrets är ett R&B-album som stilmässigt inte var ett stort kliv från Braxtons debut. Produktionen fick dock en ungdomligare framtoning och innefattade fler musikaliska stilar. Braxton använde sig av fler ljusare och luftigare toner än tidigare och blandade dessa med sin signaturgivande mörkare och mer mättade altstämma. Även om låttexterna fortsatte i Braxtons tidigare teman om kärlek, relationer och hjärtekross, framställdes hon nu även som en sexsymbol och hade en mer sexuellt laddad image. En del texter reflekterade även stilskiftet och utforskade tabubelagda ämnen som sex, lust och onani. Vid utgivningen mottog Secrets mestadels positiv kritik från musikjournalister och beskrevs som Braxtons magnum opus. 
Secrets blev en massiv kommersiell succé för Arista och LaFace och etablerade Braxton som en global ikon inom pop. Albumet blev det mest framgångsrika i Braxtons karriär som fram till 2009 hade sålts i 15 miljoner exemplar internationellt. I Braxtons hemland gick det in på andraplatsen på albumlistan Billboard 200 och topp-fem på majoriteten av listorna internationellt. Secrets mottog åttafaldigt platinacertifikat av Recording Industry Association of America (RIAA) och såldes i över 6 miljoner exemplar i landet fram till 2011. LaFace och Arista bedrev en aggressiv PR-kampanj för att stötta Secrets och etablera Braxton som artist utanför USA. Albumet stöttades av en gemensam turné i Nordamerika med saxofonisten Kenny G.
"You're Makin' Me High" och "Let It Flow" gavs ut på dubbel A-sida som albumets huvudsingel. "Let It Flow" hade dessförinnan spelats in till soundtracket till filmen Hålla andan (1995) och blivit en radiohit sista kvartalet 1995. Singeln blev Braxtons första i karriären att nå toppen på den prestigefyllda amerikanska singellistan Billboard Hot 100. Den blev även hennes första att toppa R&B-listan Hot R&B/Hip-Hop Songs. Diane Warren-balladen "Un-Break My Heart" gavs ut som albumets andra singel. Den låg kvar som etta på Hot 100-listan i elva veckor och kom att säljas i 10 miljoner exemplar globalt. När Billboard firade 40-årsjubileum av veckolistor från 1958 till 1998 rankades "Un-Break My Heart" som den framgångsrikaste singelutgivningen av en soloartist. Secrets genererade flera priser och utmärkelser för Braxton. Hon vann bland annat en American Music Award i kategorin Favorite Soul/R&B Album, en Soul Train Music Award för Best R&B/Soul Album samt en Grammy Award-nominering för Best Pop Album.

## Bakgrund och inspelning
"Toni är lättsam. Hon gillar inte att fördriva tiden bakom mikrofonen. Hon gillar att uträtta det hon kom för att göra och få det överstökat. Hon stannar tills hon är klar. Hon gillar inte att ta raster. Om jag hör att hennes röst är lite för ansträngd så tjatar jag på henne att ta en paus och hon svarar bara 'Nix, nu fortsätter vi'. Jag beundrar henne för det."
I juli 1992 introducerades Toni Braxton för den breda allmänheten i Nordamerika med låtarna "Give U My Heart" och "Love Shoulda Brought You Home" som spelades in till soundtrackalbumet för den amerikanska långfilmen Boomerang. Låtarna var först påtänkta till Anita Baker. Efter att hon avböjt att spela in dem erbjöds de i stället till Braxton av hennes mentor Kenneth "Babyface" Edmonds. Efter att båda låtarna blev R&B-hits trappades arbetet upp på Braxtons självbetitlade debutalbum som släpptes av Edmonds skivbolag LaFace Records i juli 1993. Albumet blev snabbt en internationell försäljningssuccé med 10 miljoner sålda exemplar och etablerade Braxton som en av 1990-talets framgångsrikaste nykomlingar. Braxton utmärkte sig från andra kvinnliga sångare genom sin säregna och djupa altstämma. Steve Huey från Allmusic konstaterade att hennes röst hade "tillräckligt mycket soul för att locka R&B-lyssnare" och var "tillräckligt polerad för vuxenpop". Han ansåg att vuxna drogs till hennes "sofistikation" samtidigt som rösten var "tillräckligt förförisk för den yngre målgruppen." Om albumets framgångar kommenterade Braxton: "Det kom så oväntat, jag hade hoppats att albumet skulle göra bra ifrån sig men jag hade aldrig kunnat drömma om att det skulle slå igenom så som det gjorde. Folk berättade för mig om hur framgångsrikt det var, men jag brukade inte tänka så mycket på det".
Det tog tre år för Braxton att skapa Secrets. Debutens framgångar gjorde att hon kände stor press att leverera en slutprodukt som skulle vara lika bra eller bättre. Hon sa: "Det kändes som om jag tävlade med mig själv och jag ställde mig frågan hur jag skulle kunna klara att överträffa mig själv. Till slut insåg jag att det bara var att släppa prestationsångesten och göra mitt bästa." Braxton beskrev arbetsrelationen med Edmonds som lättare än på debuten då hon inte var lika nervös inför att jobba med honom. 12 spår skapades till Secrets. Majoriteten skrevs och producerades av Edmonds och L.A. Reid som var chefsproducenter. Braxton hjälpte till att skriva två låtar medan R. Kelly, Tony Rich, Diane Warren och hennes dåvarande pojkvän Bryce Wilson bidrog med ytterligare låttexter. Andra producenter som bidrog med material var David Foster, danska produktionsduon Soulshock & Karlin och Keith Crouch.

## Komposition och stil

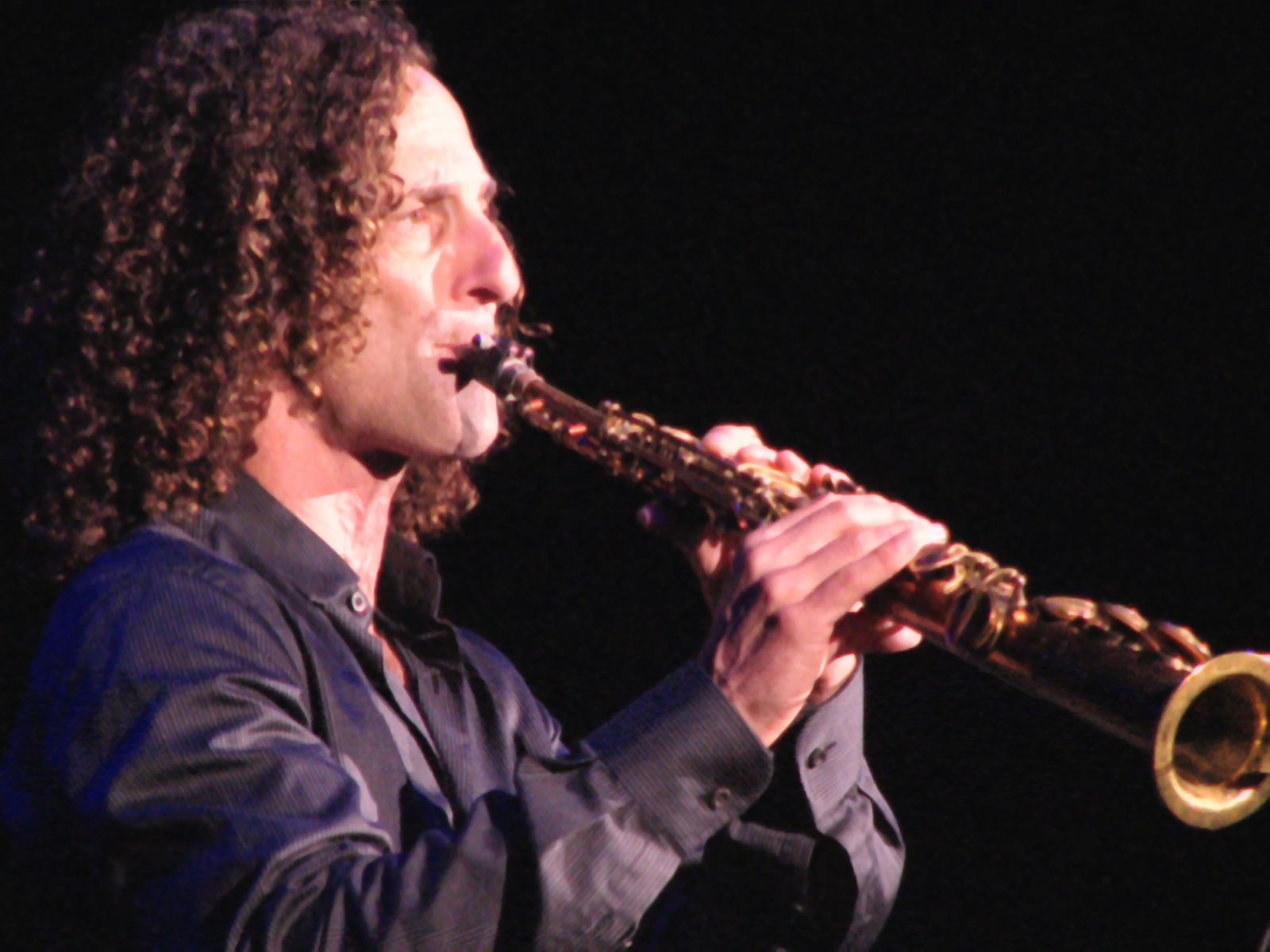
Saxofonspelaren Kenny G (på bilden) medverkar på "How Could an Angel Break My Heart" och "In the Late of Night".

Toni Braxton etablerade Braxton som en utpräglad balladsångare. Inför skapandet av Secrets ville LaFace fortsätta i samma riktning. Debutalbumet bestod av kompositioner i genren R&B men eftersom albumet lyckades slå igenom på popmarknaden ville man utarbeta ett ungdomligt sound på Secrets som fortsatt skulle tilltala den breda allmänheten. I en intervju om albumets sound kommenterade Braxton: "Albumet har flera låtar med bra grooves som är i upptempo. Mina fans kommer att känna igen musiken men albumet är mer än bara en omarbetning av min debut." Enligt Edmonds hade albumet större variation än föregångaren, nu med poppigare och snabbare kompositioner. Billboard beskrev albumet som "mainstream-soul" med en lätt melankolisk ljudbild. En, enligt Edmonds, noterbar skillnad på Secrets jämfört med debuten var Braxtons förbättrade sångteknik och sättet hon förmedlade känslor i sången. Hon beskrevs även ha bättre andningsteknik, samt visade en mognad genom att inkorporera ljusare och luftigare toner tillsammans med sin karaktäristiska mörkare och mer mättade sångstil. The Rolling Stone Album Guide ansåg att Secrets gav prov på en större känslomässig bredd än den på Toni Braxton.
Secrets inkorporerar flera musikaliska stilar. Albumet inleds med "Come on Over Here" som är en lättsam och glad komposition i upptempo med keyboard och R&B-takter. Braxton tillämpar högre tonarter och har sällskap av bakgrundssångare i refrängen. "Let It Flow" är en gitarrdriven akustisk komposition medan "How Could an Angel Break My Heart" har beskrivits som en "storslagen och känsloladdad ballad" med "musikal-känsla". Den gästas av Kenny G på saxofon. "You're Makin' Me High" har influenser av musik från USA:s västkust som karaktäriseras av trummor och kraftig basgång. Enligt Billboard har låten "glada" ackord och melodier medan Braxtons framförande har beskrivits som "helt utan ansträngning med mjuk sång och med fyllig bakgrundssång i flera texturlager". "Un-Break My Heart" är en långsam ballad som drivs av spansk gitarr vilket ger kompositionen en latino-känsla. Braxtons sångröst sträcker sig från väldigt låga tonarter till att nå kraftfulla höjder. Efter tre minuter och tio sekunder når sången sitt klimax där Braxton når toppen av sitt röstomfång. Kompositionen i "Talking In His Sleep" är minimalistisk och inleds med sångaren som frågar: "So you know everything about your lover? Wanna bet?" ("Så du vet allt om din älskare? Ska vi slå vad?"). Braxton talar låttexten i stället för att sjunga den och lämnar rum för instrumentala partier. "Find Me a Man" innehåller lågmält pianospel, basgång och takt medan Braxtons sång ackompanjeras av bakgrundssångare. Pop Rescue ansåg att den avskalade musiken gav utrymme åt Braxtons sångröst. I "Why Should I Care" är musiken sekundär och ger spelrum för vad Pop Rescue beskrev som "sång-akrobatik". Secrets avslutas med Edmonds-kompositionen "In the Late of Night". Låten innehåller piano och Kenny G på saxofon medan syrsor och en uggla hörs i bakgrunden.

## Teman och textanalys

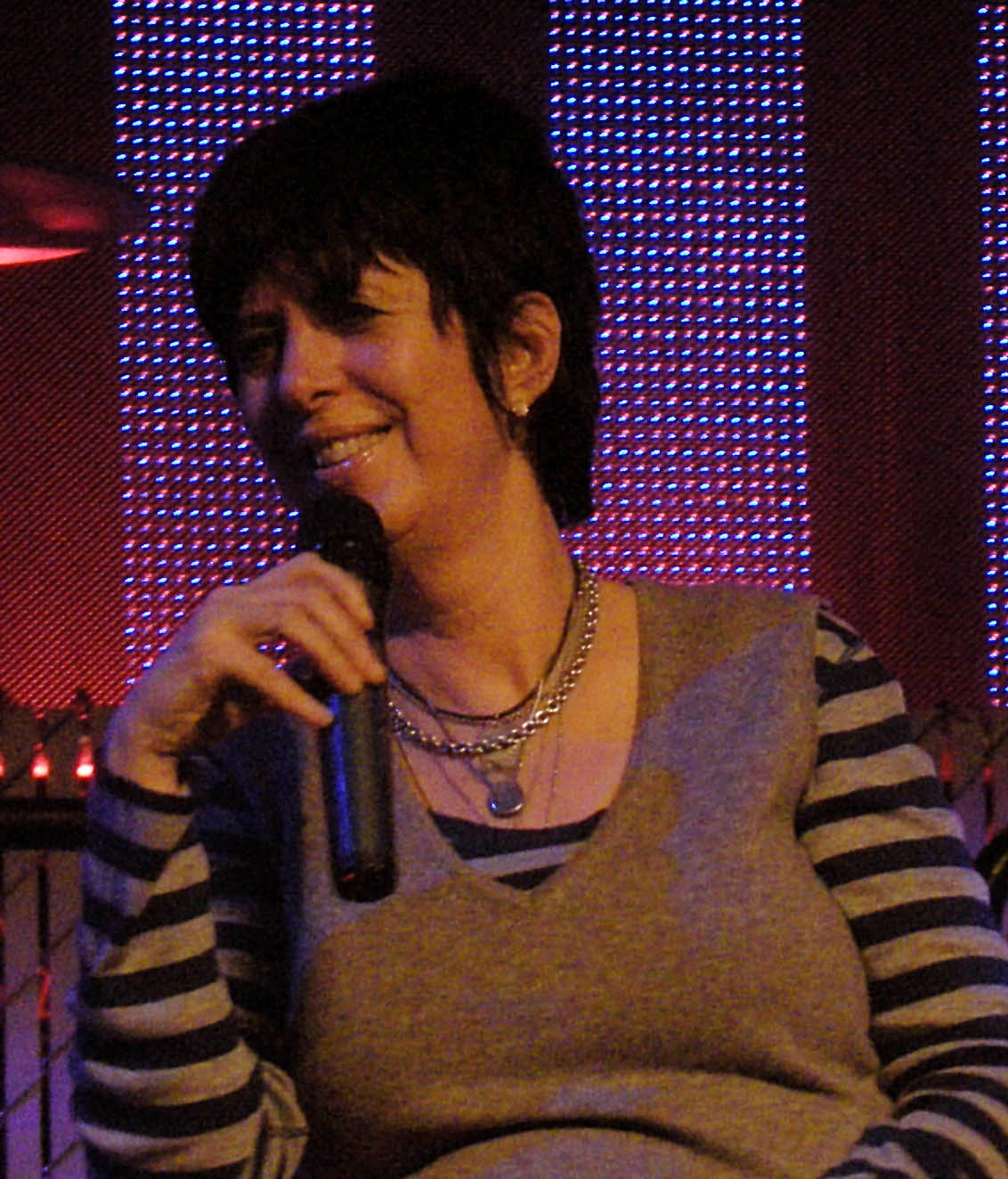
Låtskrivaren Diane Warren (på bilden) tyckte att Braxton var lämplig att framföra "Un-Break My Heart" då hennes altstämma kunde förmedla låttextens sorg och saknad.

Enligt författaren Ashley Gail Terrell som skrivit för amerikanska tidskrifter som Ebony, Vibe och Huffington Post berör Secrets en variation av ämnen, däribland hjärtekross, kärlek, längtan, otrohet och att läka efter att ha blivit sårad. Terrell ansåg att Braxton var, tillsammans med Janet Jackson, den främsta afroamerikanska kvinnliga sångaren att vara så självsäker kring sin sexualitet.  "You're Makin' Me High" skrevs av Edmonds och Braxtons dåvarande pojkvän Bryce Wilson. Den har sexuella antydningar och ordlekar och syftar indirekt på onani. Den beskriver framförarens fantasier och starka åtrå till en potentiell manlig partner. I en intervju kommenterade Braxton låtens provokativa innehåll: "[texten] visar ytterligare en dimension av den jag är – min mer sexuella sida." Pop Rescue ansåg att låttexten till "There's No Me Without You" likaväl kunnat passa Céline Dion, Mariah Carey eller Whitney Houston. "Un-Break My Heart" handlar om en ofrivilligt avslutad kärleksrelation, där Braxton förmedlar sorg och smärta med sina karaktäristiska låga tonarter. Braxtons sångstil var anledningen till att låtskrivaren Diane Warren ansåg att hon skulle framföra den. David Willoughby, författaren till boken The World of Music (2009), konstaterade att frasen "Don't leave me in all this pain" var tillräcklig för att lyssnaren ska förstå framförarens "längtan och saknad".
"Trots att båda låtar liknar varandra tematiskt, kan inte den ljudliga stripteasen 'You're Makin' Me High' vara längre ifrån den flickaktigt flörtiga 'I Love Me Some Him'. Braxton är som mest miserabel på 'Un-Break My Heart' samtidigt som hon bibehåller en smärtsam – nästan heroisk – värdighet när hon tillintetgörs vid fötterna på sin skoningslösa torterare."
"Talking In His Sleep" var en av två låtar som Braxton skrev själv till albumet. Den handlar om en kärlekspartner som avslöjar sin otrohet med en annan kvinna när han pratar i sömnen. Efter låtens färdigställande valde Braxton att döpa albumet till Secrets. I en intervju kommenterade hon: "En del korkade människor talar i sömnen. Låten handlar om en kille som gör det och börjar prata om sin andra älskare. Den baseras på en sann historia och jag kommer ihåg varje ord han sa. Han visste aldrig att jag hört honom, så jag hade min egen lilla hemlighet. Det var så jag kom på titeln till albumet. Jag har hemligheter precis som alla andra." "How Could an Angel Break My Heart" var den andra låten på albumet som Braxton hjälpte till att skriva. Den har beskrivits som en "graciös" ballad om hjärtekross när framförarens kärlekspartner blir förälskad i en annan kvinna. Braxtons sångframförande beskrevs som "försmått".
"Find Me a Man" är en ytterligare låt skriven av Edmonds. "Let It Flow" har ett terapeutiskt textinnehåll om att "gå vidare" vid motgångar. Texten berör även en misslyckad kärleksaffär. Braxton tillämpar en sångstil som beskrevs som "sjudande av ilska och otyglad sensualitet". Hennes altstämma beskrevs som "mer känsloväckande än någonsin" med fylliga toner. "I Don't Want To" är en ballad skriven av artisten R. Kelly. Låten innehåller en referens till hennes singel "Another Sad Love Song" (1993) i refrängen där hon förkunnar: "... And I don't want to sing another love song baby". "I Love Me Some Him" beskriver framförarens "fjärilar i magen" kring en vänskap som övergått i en romans. Den skrevs av Andrea Martin, Gloria Stewart och den danska produktionsduon Carsten Schack och Kenneth Karlin, kända som Soulshock & Karlin. Låten har beskrivits som en kontrast till de mer melankoliska balladerna. Den blev en favorit bland fans vilket gjorde att Braxton inkluderade den på samlingsalbumet Ultimate Toni Braxton (2003).

## Utgivning och marknadsföring
Inför utgivningen utarbetade LaFace en aggressiv pr-kampanj. Målet var i huvudsak den internationella musikmarknaden då marknadsföringen av debutalbumet Toni Braxton mestadels fokuserats på USA, på grund av Braxtons hektiska schema vid den utgivningen. För att undvika en långdragen pr-turné arrangerade man en kortare serie med möten i USA. LaFace anordnade sammanträden i Miami, Los Angeles, New York, Chicago och Minneapolis dit utvalda musikjournalister, radioanställda och musikaffärsanställda bjöds för att lyssna på låtar från albumet. Sammanträdena hölls av Edmonds, Reid och Braxton. LaFace och Arista ansåg att mötena var så lyckade att man valde ett liknande tillvägagångssätt i Europa. Braxton uppträdde live för att marknadsföra albumet, bland annat på Billboard Music Award där hon bar en åtsittande gul klänning vilket gjorde att hon stack ut från kvällens rådande lädermode. För att stötta albumet begav sig Braxton ut på en gemensam turné med Kenny G under hösten år 1996. Turnéns första spelning var i oktober vid Hollywood Bowl. Valet att göra en gemensam turné mottog viss kritik, dels för att Braxton och Kenny G ansågs ha olika målgrupper och dels för att vissa ansåg att Braxton borde leda sin egen turné. Braxton begav sig på en soloturné under första kvartalet av 1997 med R&B-gruppen Mint Condition som förband. I januari samma år var hon en av de uppträdande gästerna på Clintonadministrationens årliga fest i Washington, D.C..
I samband med lanseringen introducerade Braxton en ny mer sexuell framtoning och porträtterades för första gången som en sexsymbol. Förändringen var som mest noterbar på första singeln "You're Makin' Me High" som hade ett sexuellt tema vilket chockade vissa musikjournalister. LaFace hade dessförinnan gett henne en välklädd och sofistikerad stil med kortklippt frisyr, långa aftonklänningar eller polotröjor som skulle ge mer fokus på hennes sångröst. I samband med lanseringen av låten och Secrets bar Braxton mer avslöjande klädsel som kortare klänningar med urringningar. Den nya stilen var ett resultat av Braxtons önskan att bli porträtterad mer tidsenligt och i sin rätta ålder.

### Singlar
Secrets genererade fyra singelutgivningar. "You're Makin' Me High" och "Let It Flow" gavs ut på dubbel A-sida som albumets huvudsingel. "Let It Flow" hade dessförinnan inkluderats på soundtracket till den amerikanska långfilmen Hålla andan (1995). Låten hade aldrig getts ut officiellt men blev trots det en radiohit i Nordamerika, varpå LaFace gav ut den på en singel tillsammans med "You're Makin' Me High". "You're Makin' Me High" blev kontroversiell i USA och flera musikjournalister chockades över låtens sexuella undertoner. Musikvideon uppmärksammades också för Braxtons sensualitet och hennes klädstil som beskrevs som "banbrytande". Tidskriften Rolling Stone ansåg att Braxton var "ikonisk" i den vita catsuit som hon bar i videon. Med hjälp av den populära musikvideon blev singeln Braxtons första att toppa de amerikanska singellistorna Billboard Hot 100 och Hot R&B/Hip-Hop Songs.
"Un-Break My Heart" gavs ut som albumets andra singel. Braxtons sångframförande mottog hyllningar av musikjournalister som ansåg att kompositionen gav prov på hennes röstomfång. Låten toppade Hot 100-listan i elva raka veckor. Fram till mars 2021 hade "Un-Break My Heart" sålts i 10 miljoner exemplar internationellt varav 3 miljoner exemplar i USA och rankas som en av de framgångsrikaste singelutgivningarna någonsin. När Billboard firade 40-årsjubileum av veckolistor från 1958 till 1998 rankades "Un-Break My Heart" som den framgångsrikaste singelutgivningen av en soloartist. I juli 2018 rankades "Un-Break My Heart" på femtondeplatsen över de framgångsrikaste singelutgivningarna genom tiderna. Som på föregående singel anlitade LaFace Billie Woodruff att regissera musikvideon till "Un-Break My Heart". Woodruff hämtade inspiration från den amerikanska långfilmen En stjärna föds (1976) med Barbra Streisand och Kris Kristofferson i huvudrollerna. Fram till juni 2020 hade videon fått 500 miljoner visningar på Youtube.
"I Don't Want To" och "I Love Me Some Him" gavs ut på dubbel A-sida som den tredje singeln från Secrets. Ingen video filmades för "I Love Me Some Him" men låten blev trots det en av Braxtons populäraste. Singeln nådde topp tjugo på Hot 100-listan. "How Could an Angel Break My Heart" gavs ut som albumets fjärde och sista singel medan Braxton var på turné med Kenny G. Låten nådde topp-trettio i Storbritannien.

## Mottagande

### Recensioner
Vid utgivningen mottog Secrets övervägande positiv kritik från musikjournalister. Albumet har beskrivits som Braxtons magnum opus. Stephen Thomas Erlewine från Allmusic gav Secrets ett högt betyg. Han ansåg att Braxtons samarbeten med Babyface var albumets höjdpunkter med "rika melodier, vackra refränger och subtila, aldrig klichéartade, låttexter". Han berömde Braxtons sångtalang vilket gjorde Secrets till ett "första klassens R&B-album". Han sammanfattade: "Braxton är en sångare som kan gå över den fina linjen till vuxenpop utan att svika soulen som är grunden i hennes musik och talangen lyser som starkast på Secrets. Ken Tucker från Entertainment Weekly noterade att Braxton inte valde samma hiphop-inriktning som de yngre nykomlingarna Brandy, Monica och Aaliyah. Han skrev en liknande recension som Erlewine och lyfte fram Babyface och Braxtons samarbeten som han beskrev som "mångsidiga, roliga och äventyrliga". Han avslutade recensionen med att skriva: "Dessa låtar demonstrerar Braxtons tekniska bredd och bekräftar hennes förmåga att leverera sensualitet – gospel om bra och dålig kärlek – med ovanlig vältalighet."
Paul Verna från Billboard ansåg att Braxtons "tonfall och nyans" gav prov på en mognad medan musikens "minimalistiska stil" gjorde att hennes röst "förblev i centrum". Elysa Gardner från Los Angeles Times ansåg att Secrets inte erbjöd på någon "överraskning" men konstaterade att albumet var "vackert hopsnickrat med jämnt material" som lyfte fram hennes talang. Barry Walters från Slant Magazine ansåg att Secrets var en förbättring jämfört med debuten men att Braxton trots det förblev "anonym". Han fortsatte med att beskriva henne som ett mellanting av Mary J. Blige och Whitney Houston och beskrev Braxton som "mellanklass-soul personifierad". Steve Jones från USA Today konstaterade: "Ingen förmedlar smärta – och beslutsamheten att överleva den – bättre än Braxton". Han ansåg att hennes altstämma fick henne att "stå ut från mängden". Robert Christgau som skrev för The Village Voice gav Secrets betyget A – och beskrev albumet som "sexigt raketbränsle".

### Priser och utmärkelser
Vid den 39:e upplagan av den amerikanska prisceremonin Grammy Awards var Braxton nominerad i fyra kategorier. Hon vann en Grammy i kategorin Best Female Pop Vocal Performance för "Un-Break My Heart". Hon vann en Grammy till i kategorin Best Female R&B Vocal Performance för "You're Makin' Me High". Braxton var nominerad i kategorin Best Pop Album men förlorade utmärkelsen till Dion och hennes Falling Into You (1996). Hon var även nominerad i kategorin Best R&B Song som hon förlorade till Babyface och Houstons "Exhale (Shoop Shoop)" från soundtracket till Hålla andan (1996). Vid 1997 års Billboard Music Awards vann Braxton i de tre kategorierna hon var nominerad i. Vid 1997 års American Music Awards vann hon i kategorin Favorite Soul/R&B Female Artist och Favorite Soul/R&B Album. Vid 1997 års Soul Train Music Awards vann Braxton i kategorin Best R&B/Soul Album, Female och Best R&B/Soul Single, Female.
| År   | Ceremoni                | Kategori                              | Mottagare               | Resultat  |
| ---- | ----------------------- | ------------------------------------- | ----------------------- | --------- |
| 1997 | American Music Awards   | Favorite Soul/R&B Female Artist       | Henne själv             | Vann      |
| 1997 | American Music Awards   | Favorite Soul/R&B Album               | Secrets                 | Vann      |
| 1998 | American Music Awards   | Favorite Pop/Rock Female Artist       | Henne själv             | Nominerad |
| 1998 | American Music Awards   | Favorite Soul/R&B Female Artist       | Henne själv             | Nominerad |
| 1997 | Billboard Music Awards  | Female R&B/Hip-Hop Artist of the Year | Henne själv             | Vann      |
| 1997 | Billboard Music Awards  | Adult Contemporary Single of the Year | "Un-Break My Heart"     | Vann      |
| 1997 | Billboard Music Awards  | Adult Contemporary Artist of the Year | Henne själv             | Vann      |
| 1997 | Brit Awards             | Best International Female             | Henne själv             | Nominerad |
| 1998 | Echo Awards             | Best International Pop/Rock Female    | Henne själv             | Vann      |
| 1997 | Grammy Awards           | Best Female Pop Vocal Performance     | "Un-Break My Heart"     | Vann      |
| 1997 | Grammy Awards           | Best Pop Album                        | Secrets                 | Nominerad |
| 1997 | Grammy Awards           | Best Female R&B Vocal Performance     | "You're Makin' Me High" | Vann      |
| 1997 | Grammy Awards           | Best R&B Song                         | "You're Makin' Me High" | Nominerad |
| 1996 | MTV Video Music Awards  | Best Female                           | Henne själv             | Nominerad |
| 1997 | MTV Video Music Awards  | Best Female                           | Henne själv             | Nominerad |
| 1997 | MTV Video Music Awards  | Best R&B Video                        | "Un-Break My Heart"     | Nominerad |
| 1996 | MTV Europe Music Awards | Best Female                           | Henne själv             | Nominerad |
| 1997 | MTV Europe Music Awards | Best Female                           | Henne själv             | Nominerad |
| 1997 | MTV Europe Music Awards | Best R&B                              | Henne själv             | Nominerad |
| 1997 | NAACP Image Awards      | Outstanding Female Artist             | Henne själv             | Vann      |
| 1997 | NAACP Image Awards      | Outstandning Music Video              | "Un-Break My Heart"     | Nominerad |
| 1997 | Soul Train Music Awards | Best R&B/Soul Single, Female          | "You're Makin' Me High" | Vann      |
| 1997 | Soul Train Music Awards | Best R&B/Soul Album, Female           | Secrets                 | Vann      |

### Senare recensioner

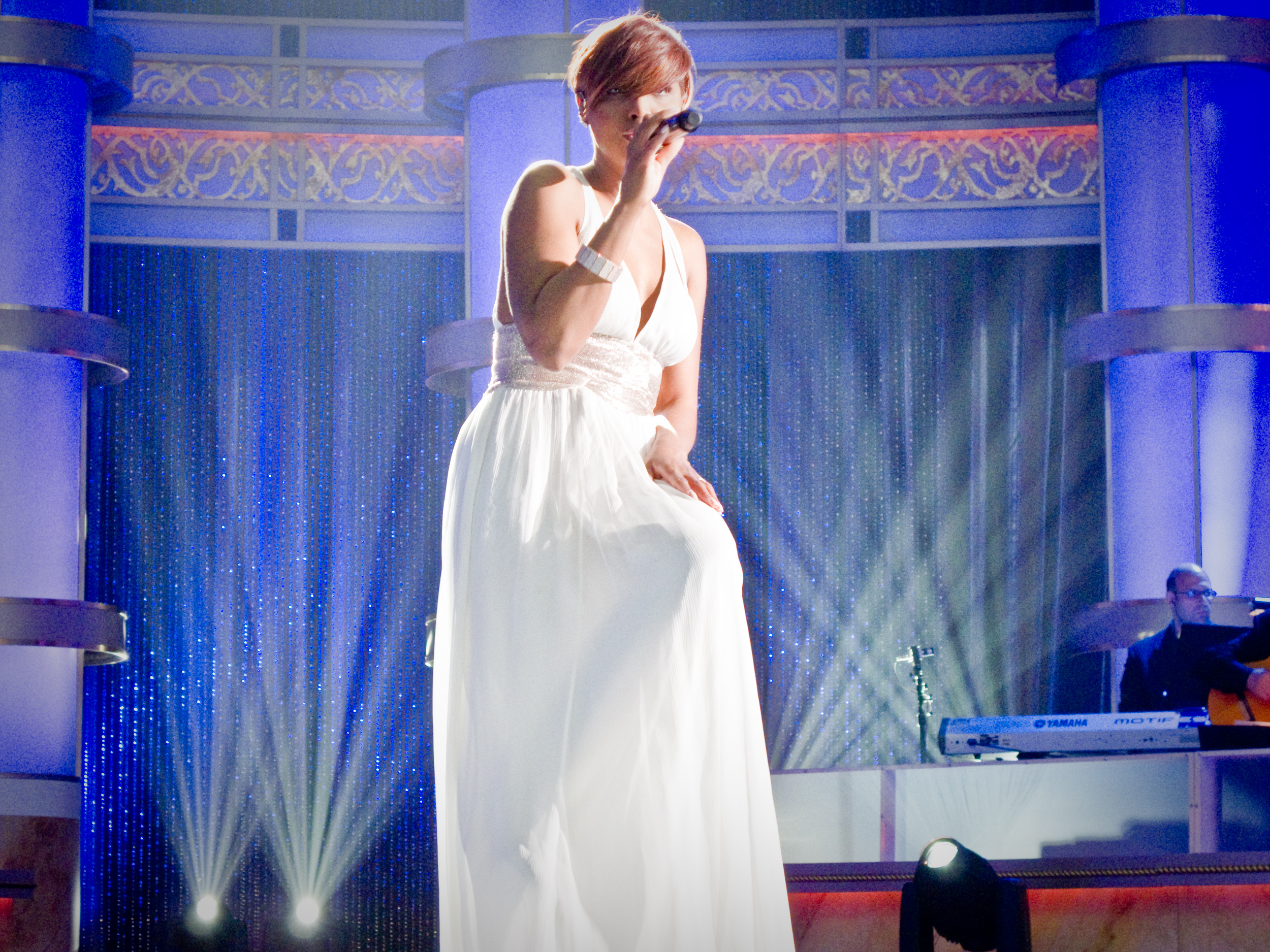
Braxton framför "Un-Break My Heart" vid en tribut till Diane Warren år 2010.

Flera musikjournalister har recenserat albumet i efterhand. Pop Rescue recenserade albumet år 2015 och gav det ett positivt omdöme med fyra av fem stjärnor. Recensenten sammanfattade: "Visserligen är det ett album med kärlekslåtar från början, men medan vissa album av Tonis samtida kan ha liknande teman, är de också ofta tråkigare än det här. Det är alldeles lagom med skicklig produktion och stilvariationer för att albumet ska förbli intressant att lyssna på". Soul Bounce recenserade albumet år 2016. Recensenten ansåg att alla tolv spår var så pass bra att de hade kunnat ges ut som singlar.
Vid tjugofemårsjubileet av Secrets år 2021 recenserade musikjournalisten Ashley Gail Terrell albumet. Hon ansåg att albumet "åldrats som fint vin". Hon skrev: "Låttexterna resonerar fortfarande och höjde ribban vid utgivningen." Hon ansåg att Secrets var en personifiering av en "vuxen kvinna" och att låttexterna beskrev "varje kvinnas erfarenheter av att bli vuxen". I en recension från 2021 ansåg Jason Clark från The Rhythm att albumet befäst Braxtons position som en av 1990-talets bästa kvinnliga artister. I december år 2021 recenserade Miguel Dare vid tidskriften FMS Magazine albumet. Dare beskrev albumet som "innovativt" och som en "bra blandning av samtida R&B, sensuella ballader och smarta låttexter" som passade "utmärkt till Braxtons vackra sångröst och den imponerande produktionen". I juni 2022 rankade Soul In Stereo Secrets bland de 50 bästa R&B-albumen att ges ut under 1990-talet och beskrev albumet som en milstolpe i Braxtons karriär.

## Försäljning och arv
Secrets gick in på andraplatsen på amerikanska albumlistan Billboard 200. Albumet blockerades från förstaplatsen av Metallicas Load (1996). Likt debutalbumet gick Secrets in på förstaplatsen på R&B-listan Top R&B/Hip-Hop Albums. Albumet såldes i 170 000 exemplar under första försäljningsveckan. I Cash Box nådde albumet som högst andraplatserna på både Top 100 Pop Albums och Top 75 Urban Albums. Det blockerades från att nå förstaplatsen på den sistnämnda listan av soundtrackalbumet till Den galna professorn. Den 20 augusti 1996 mottog albumet både guld- och platinacertifikat av Recording Industry Association of America (RIAA). Den 3 oktober 2000 certifierades albumet åttafaldigt platina. Fram till år 2011 hade albumet sålts i 5 364 000 exemplar enligt Nielsen Soundscan. Det såldes i ytterligare 927 000 exemplar via BMG Music Club och albumet rankades på plats 49 på listan BMG Music Club Top 100 Best Selling Albums Of All Time. I Kanada gick albumet in på fjärdeplatsen på landets RPM-topplista. Albumet mottog ett sjufaldigt platinacertifikat av Canadian Recording Industry Association (CRIA) vilket indikerade en försäljning på över 700 000 exemplar.
I Storbritannien gick Secrets in på plats 54 på UK Albums Chart 29 juni 1996. Försäljningen kom enbart från importerade exemplar eftersom albumet inte hade släppts officiellt i landet än. Efter trettio veckor på listan nådde albumet tiondeplatsen den 25 januari 1997. Den 1 april 1997 mottog Secrets ett dubbelt platinacertifikat av British Phonographic Industry (BPI) vilket indikerade över 600 000 exemplar skickade till affär. I resterande Europa toppade albumet listorna i Danmark, Norge, Nederländerna och Schweiz och nådde topp-fem i Belgien, Finland, Tyskland, Sverige och Österrike samt topp-tio i Irland. I Oceanien nådde albumet elfteplatsen i både Australien och Nya Zeeland och har blivit certifierat dubbelplatina av Australian Recording Industry Association (ARIA) och guld av Recording Industry Association of New Zealand (RIANZ). 
Fram till maj år 2010 hade Secrets sålts i 15 miljoner exemplar internationellt och är sedermera Braxtons bäst säljande album i karriären. Försäljningen av albumet etablerade henne som en global popikon. I maj 2023 omskrev Business Insider albumet som ett av de 25 bäst säljande R&B-albumen genom tiderna med 8 miljoner sålda exemplar enbart i USA.

## Låtlista
| 1.           | "Come on Over Here"                             | Tony Rich, Marc Nelson, Darrell Spencer                       | Tony Rich, L.A. Reid    | 3:36  |
| 2.           | "You're Makin' Me High"                         | Babyface, Bryce Wilson                                        | Babyface, Bryce Wilson  | 4:26  |
| 3.           | "There's No Me Without You"                     | Kenneth Edmonds                                               | Babyface                | 4:19  |
| 4.           | "Un-Break My Heart"                             | Diane Warren                                                  | David Foster            | 4:30  |
| 5.           | "Talking in His Sleep"                          | Toni Braxton                                                  | Keith Crouch            | 5:33  |
| 6.           | How Could an Angel Break My Heart (med Kenny G) | Kenneth Edmonds, Toni Braxton                                 | Babyface                | 4:20  |
| 7.           | "Find Me a Man"                                 | Kenneth Edmonds                                               | Babyface                | 4:27  |
| 8.           | "Let It Flow"                                   | Kenneth Edmonds                                               | Babyface                | 4:21  |
| 9.           | "Why Should I Care"                             | Kenneth Edmonds                                               | Babyface                | 4:25  |
| 10.          | "I Don't Want To"                               | Robert Sylvester Kelly                                        | R. Kelly                | 4:17  |
| 11.          | "I Love Me Some Him"                            | Andrea Martin, Gloria Stewart, Carsten Schack, Kenneth Karlin | Soulshock & Karlin      | 5:09  |
| 12.          | "In the Late of Night / Toni's Secrets"         | Kenneth Edmonds                                               | Babyface, Jonathan Buck | 5:33  |
| Total längd: | Total längd:                                    | Total längd:                                                  | Total längd:            | 54:53 |

## Medverkande
Information hämtad från albumhäftet till Secrets.

### Musiker
- Toni Braxton – huvudsång, bakgrundssång (spår 1, 2, 4, 5, 7, 9–11); solosång (spår 3, 6, 8, 12); sångarrangemang (spår 5)
- Tony Rich – arrangemang, alla instrument, bakgrundssång (spår 1)
- Marc Nelson – bakgrundssång (spår 1, 2, 9)
- Shanice Wilson – bakgrundssång (spår 1, 4)
- Randy Walker – MIDI-programmering (spår 2, 3, 6–9, 12)
- Bryce Wilson – trummor, keyboard-programmering (spår 2)
- Babyface – keyboards (spår 2, 3, 6, 7–9, 12); gitarr (spår 2, 8); bakgrundssång (spår 2, 7, 9); trummor (spår 3, 6, 7, 9, 12); akustisk gitarr, elgitarr (spår 3, 9); synt (spår 8)
- Chanté Moore – bakgrundssång (spår 2, 7, 9)
- Jakkai Butler – bakgrundssång (spår 2)
- Reggie Hamilton – bas (spår 3)
- Luis Conte – slagverk (spår 3, 7, 12)
- Jeremy Lubbock – strängarrangemang (spår 3, 6, 12)
- David Foster – arrangemang, keyboard-programmering (spår 4)
- Simon Franglen – Synclavier-programmering (spår 4)
- Dean Parks – akustisk gitarr (spår 4)
- Michael Thompson – elgitarr (spår 4); gitarr (spår 12)
- L.A. Reid – bakgrundssång arrangemang (spår 4)
- Tim Thomas – bakgrundssång arrangemang (spår 4)
- Keith Crouch – arrangemang, hammondorgel, alla instrument, sångarrangemang (spår 5)
- Sherree Ford-Payne – bakgrundssång (spår 5)
- Greg Phillinganes – piano (spår 6, 7, 12); rhodes-piano (spår 6)
- Nathan East – bas (spår 6, 12)
- Kenny G – saxofon (spår 6, 12)
- Reggie Griffin – gitarr (spår 8)
- R. Kelly – arrangemang, bakgrundssång, alla instrument (spår 10)
- Soulshock & Karlin – arrangemang (spår 11)
- Andrea Martin – bakgrundssång (spår 11)

### Ljudtekniker
- Tony Rich – produktion (spår 1)
- L.A. Reid – produktion (spår 1); chefsproducent
- NealHPogue – inspelning (spår 1)
- Leslie Brathwaite – inspelning (spår 1)
- John Frye – inspelning (spår 1)
- Jon Gass – ljudmixning (spår 1, 3, 7, 8, 11, 12)
- Babyface – produktion (spår 2, 3, 6–9, 12); chefsproducent
- Bryce Wilson – produktion (spår 2)
- Brad Gilderman – inspelning (spår 2, 3, 6–9, 12)
- Russell Elevado – inspelning (spår 2)
- Paul Boutin – inspelning (spår 2, 3, 6–9, 12)
- Robbes Stieglitz – inspelning (spår 2, 3, 6–9, 12)
- Bryan Reminic – inspelning (spår 2)
- "Bassy" Bob Brockmann – ljudmixning (spår 2, 9)
- Kyle Bess – inspelning (spår 3, 6–8, 12)
- Brandon Harris – inspelning (spår 3, 4, 6, 7, 12)
- Richard Huredia – inspelning (spår 3, 6, 12)
- Ivy Skoff – produktionskoordinator (spår 3, 6–9, 12)
- David Foster – produktion (spår 4)
- Felipe Elgueta – inspelning (spår 4)
- Mick Guzauski – ljudmixning (spår 4)
- Marnie Riley – ljudmixning (spår 4)
- Keith Crouch – produktion, inspelning (spår 5)
- Eugene Lo – inspelning (spår 5)
- Booker T. Jones III – ljudmixning (spår 5)
- Jin Choi – inspelning (spår 6)
- Jon Shrive – inspelning (spår 6)
- Bill Kinsley – inspelning (spår 6)
- Brad Haehnel – inspelning (spår 6)
- Al Schmitt – inspelning (spår 6)
- Glen Marchese – inspelning (spår 8)
- Larry Schalit – inspelning (spår 8)
- R. Kelly – produktion, ljudmixning (spår 10)
- Peter Mokran – inspelning, ljudmixning (spår 10)
- John Merchant – inspelning (spår 10)
- Frank Gonzales – inspelning (spår 10)
- Ron Lowe – ljudmixning (spår 10)
- Soulshock & Karlin – produktion (spår 11)
- Manny Marroquin – inspelning (spår 11)
- Dave Reitzas – strängarrangemang (spår 12)
- Herb Powers Jr. – mastering
- Toni Braxton – chefsproducent

### Albumomslag och design
- Toni Braxton – Creative director
- Davett Singletary – art director
- D.L. Warfield – design
- Nigel Sawyer – design
- Randee St. Nicholas – fotografering

## Topplistor
| Lista (1996-1997)                              | Högsta position |
| ---------------------------------------------- | --------------- |
| Australien (ARIA)                              | 11              |
| Belgien (Ultratop Flandern)                    | 4               |
| Belgien (Ultratop Vallonien)                   | 6               |
| Kanada Canada Top Albums/CD:s (RPM)            | 4               |
| Kanada Canadian Albums Chart (Billboard)       | 5               |
| Danmark (Hitlisten)                            | 1               |
| Nederländerna (Album Top 100)                  | 1               |
| Europa European Top 100 Albums (Music & Media) | 3               |
| Finland (Suomen virallinen lista)              | 3               |
| Frankrike (SNEP)                               | 22              |
| Tyskland (Offizielle Top 100)                  | 2               |
| Grekland (IFPI)                                | 2               |
| Island (Tónlist)                               | 5               |
| Irland (IFPI)                                  | 7               |
| Italien (FIMI)                                 | 15              |
| Japan (Oricon)                                 | 65              |
| Malaysia (RIM)                                 | 8               |
| Nya Zeeland (RMNZ)                             | 11              |
| Norge (VG-Lista)                               | 1               |
| Portugal (AFP)                                 | 3               |
| Skottland Scottish Albums (OCC)                | 27              |
| Spanien (AFYVE)                                | 25              |
| Sverige (Sverigetopplistan)                    | 2               |
| Schweiz (Schweizer Hitparade)                  | 1               |
| Storbritannien UK Albums Chart (OCC)           | 10              |
| Storbritannien UK R&B Albums (OCC)             | 2               |
| Ungern (MAHASZ)                                | 5               |
| USA Billboard 200                              | 2               |
| USA Top R&B/Hip-Hop Albums (Billboard)         | 1               |
| USA Cash Box Top 100 Pop Albums                | 2               |
| USA Top 75 Urban Albums (Cash Box              | 2               |
| Österrike (Ö3 Austria)                         | 2               |

| Lista (1996)                                   | Högsta position |
| ---------------------------------------------- | --------------- |
| Kanada Canada Top Albums/CD:s (RPM)            | 11              |
| Nederländerna (Album Top 100)                  | 12              |
| Europa European Top 100 Albums (Music & Media) | 46              |
| Tyskland (Offizielle Top 100)                  | 65              |
| Storbritannien UK Albums Chart (OCC)           | 26              |
| USA Billboard 200                              | 23              |
| USA Top R&B/Hip-Hop Albums (Billboard)         | 9               |

| Lista (1997)                                   | Högsta position |
| ---------------------------------------------- | --------------- |
| Australien (ARIA)                              | 36              |
| Belgien (Ultratop Flandern)                    | 19              |
| Belgien (Ultratop Vallonien)                   | 30              |
| Nederländerna (Album Top 100)                  | 10              |
| Europa European Top 100 Albums (Music & Media) | 5               |
| Tyskland (Offizielle Top 100)                  | 9               |
| Schweiz (Schweizer Hitparade)                  | 6               |
| Storbritannien UK Albums Chart (OCC)           | 28              |
| USA Billboard 200                              | 28              |
| USA Top R&B/Hip-Hop Albums (Billboard)         | 28              |
| Österrike (Ö3 Austria)                         | 11              |

| Lista (2000)                      | Högsta position |
| --------------------------------- | --------------- |
| Finland (Suomen virallinen lista) | 110             |

| Lista (1990-1999) | Högsta position |
| ----------------- | --------------- |
| USA Billboard 200 | 51              |

| Lista (kvinnor)   | Högsta position |
| ----------------- | --------------- |
| USA Billboard 200 | 72              |

## Certifikat och försäljning
| Australien                             | ARIA              | 2× platina | 140 000^  |
| Belgien                                | BEA               | Platina    | 50 000^   |
| Brasilien                              | –                 | –          | 400 000   |
| Europa                                 | IFPI              | 3× platina | 3 000     |
| Finland                                | Musiikkituottajat | Guld       | 35 227    |
| Frankrike                              | SNEP              | Guld       | 100 000^  |
| Japan                                  | RIAJ              | Platina    | 200 000^  |
| Kanada                                 | Music Canada      | 7× platina | 700 000   |
| Nederländerna                          | NVPI              | 2× platina | 120 000   |
| Norge                                  | IFPI              | Platina    | 30 000    |
| Tyskland                               | IFPI              | Platina    | 200 000   |
| Nya Zeeland                            | RMNZ              | Guld       | 7 500^    |
| Polen                                  | ZPAV              | Platina    | 20 000^   |
| Spanien                                | PROMUSICAE        | Guld       | 40 000^   |
| Sverige                                | GLF               | Platina    | 40 000^   |
| Schweiz                                | IFPI              | 2× platina | 100 000^  |
| Storbritannien                         | BPI               | 2× platina | 600 000^  |
| USA                                    | RIAA              | 8× platina | 6 291 000 |
| Österrike                              | IFPI              | Platina    | 20 000    |
| ^ avser siffror baserade på certifikat |                   |            |           |

## Utgivningshistorik
| Region         | Datum        | Utgåva           | Format | Skivbolag         | Ref.            |
| -------------- | ------------ | ---------------- | ------ | ----------------- | --------------- |
| USA            | 18 juni 1996 | Standard         | CD     | LaFace Arista     | [ 137 ]         |
| Tyskland       | 24 juni 1996 | Standard         | CD     | BMG               | [ 138 ]         |
| Japan          | 10 juli 1996 | Standard         | CD     | BMG               | [ 139 ]         |
| Europa, Chile  | 15 juli 1996 | Standard         | CD     | LaFace Arista BMG | [ 140 ] [ 141 ] |
| Storbritannien | 1 juli 2016  | 20th Anniversary | CD     | Funkytowngrooves  | [ 142 ]         |
| Japan          | 10 juli 2016 | 20th Anniversary | CD     | Solid             | [ 143 ]         |